# Коаз (Рона)
Коаз (фр. Coise) насеље је и општина у источној Француској у региону Рона-Алпи, у департману Рона која припада префектури Лион.
По подацима из 2011. године у општини је живело 741 становника, а густина насељености је износила 82,06 становника/km². Општина се простире на површини од 9,03 km². Налази се на средњој надморској висини од 700 метара (максималној 752 m, а минималној 480 m).

## Демографија
| 1962. | 1968. | 1975. | 1982. | 1990. | 1999. | 2011. |
| ----- | ----- | ----- | ----- | ----- | ----- | ----- |
| 502   | 516   | 488   | 485   | 556   | 616   | 741   |

График промене броја становника у току последњих година